# Michel Polnareff (album)
Albums de Michel Polnareff
Polnarévolution
(1972) Fame à la mode
(1975)
Michel Polnareff est le titre du 4e album studio de Michel Polnareff, sorti en 1974 et également appelé Polnarêve par certains médias et de nombreux fans (car il s'agit du titre de l'album au Japon, présentant d'ailleurs plusieurs autres différences avec la version française du LP).
Michel Polnareff y est compositeur et Jean-Claude Vannier arrangeur. Trois ans auparavant, ce dernier a fait d'Histoire de Melody Nelson le disque culte qu'il est aujourd'hui en habillant le concept-album de Serge Gainsbourg.
Néanmoins, une partie des fans fut déçue par cet album pour plusieurs raisons :
- À cette époque, Polnareff est au début de son calvaire financier, son homme d'affaires est parti avec la caisse, le chanteur est ruiné et toute son énergie est dilapidée dans cette histoire, qui l'empêchera notamment de gérer, comme il en a l'habitude, l'enregistrement du disque.
- Sans doute en lien avec les problèmes précédemment évoqués, Polnareff ne signe aucun texte, et les paroliers Pierre Grosz et Jean-Loup Dabadie (I Love You Because) déçoivent.
- Jean-Claude Vannier effectue des orchestrations qui ont déçu les fans, et le mixage est parfois de mauvaise qualité, probablement dû en partie à l'absence de Michel Polnareff.

Ainsi, malgré (comme toujours) des mélodies ayant été appréciées (L'Homme qui pleurait des larmes de verre) ou deux ou trois morceaux faisant l'unanimité comme Le Prince en Otage ou l'instrumental Polnarêve, l'album reste considéré comme une déception[Par qui ?].

## Liste des titres
| No  | Titre                                    | Auteur                       | Durée |
| --- | ---------------------------------------- | ---------------------------- | ----- |
| 1.  | La Fille qui rêve de moi                 | P. Grosz / M. Polnareff      |       |
| 2.  | Le Prince en otage                       | P. Grosz / M. Polnareff      |       |
| 3.  | Rosy                                     | P. Grosz / M. Polnareff      |       |
| 4.  | La Vie, la vie m'a quitté                | P. Grosz / M. Polnareff      |       |
| 5.  | La Fille qui rêve de moi (instrumental)  | M. Polnareff                 |       |
| 6.  | Le Grand Chapiteau                       | P. Grosz / M. Polnareff      |       |
| 7.  | Il est gros                              | P. Grosz / M. Polnareff      |       |
| 8.  | I Love You Because                       | J.-L. Dabadie / M. Polnareff |       |
| 9.  | Polnarêve (instrumental)                 | M. Polnareff                 |       |
| 10. | Tibili                                   | P. Grosz / M. Polnareff      |       |
| 11. | L'Homme qui pleurait des larmes de verre | P. Grosz / M. Polnareff      |       |